# 圣泉镇
圣泉镇，原为圣泉乡，是中华人民共和国安徽省宿州市萧县下辖的一个乡镇级行政单位。2021年3月撤乡设镇。

## 行政区划
圣泉镇下辖以下地区：
郭庄社区、柴庄社区、金黄庄社区、营子社区、北城集社区、穆集社区、袁新庄社区、俞庄社区、红柳树村、岗子村和单楼村。